# 9357 Венесуела
9357 Венесуе́ла (9357 Venezuela) — астероїд головного поясу, відкритий 11 січня 1992 року.
Тіссеранів параметр щодо Юпітера — 3,284.
Названо на честь країни Венесуела.